# Metaleptyphantes triangulatus
Metaleptyphantes triangulatus är en spindelart som beskrevs av Holm 1968. Metaleptyphantes triangulatus ingår i släktet Metaleptyphantes och familjen täckvävarspindlar.
Artens utbredningsområde är Kongo. Inga underarter finns listade i Catalogue of Life.